# Nucleido primordial
| Física nuclear • Núcleo • Nucleones (p, n) • Materia nuclear • Fuerza nuclear • Estructura nuclear • Procesos nucleares |

En geoquímica, geofísica y física nuclear, los nucleidos primordiales, también conocidos como isótopos primordiales, son nucleidos que se encuentran en la Tierra y que han existido en su forma actual desde antes de la aparición del planeta. Los nucleidos primordiales estaban presentes en el medio interestelar a partir del cual se formó el sistema solar, y se formaron en el Big Bang o después, por nucleosíntesis en estrellas y supernovas seguidas de eyección de masa, por espalación de rayos cósmicos y potencialmente a partir de otros procesos. Son los nucleidos estables más la fracción de radionucleidos de larga vida que sobreviven en la nebulosa solar primordial a través del proceso de acrecimiento que dio origen al planeta hasta el presente. Se conocen 286 nucleidos de este tipo.

## Estabilidad

Abundancia relativa de los elementos químicos en la corteza continental superior de la Tierra

Los 251 isótopos estables conocidos, más otros 35 nucleidos que tienen semividas de duración suficiente para haber sobrevivido desde la formación de la Tierra, se presentan como nucleidos primordiales. Estos 35 radionucleidos primordiales son isótopos de 28 elementos químicos distintos.
Cadmio, telurio, xenón, neodimio, samario, osmio y uranio tienen cada uno dos radioisótopos primordiales (113Cd, 116Cd; 128Te, 130Te; 124Xe, 136Xe; 144Nd, 150Nd; 147Sm, 148Sm; 184Os, 186Os; 235U y 238U).
Debido a que la edad de la Tierra es de 4,58×109 (unos 4.600 millones de años), la semivida de los nucleidos dados debe ser mayor que aproximadamente 1×108 (100 millones de años) por consideraciones prácticas. Por ejemplo, para un nucleido con semivida de 6×107 (60 millones de años), esto significa que han transcurrido 77 semividas, lo que significa que por cada mol (6,02×1023) de ese nucleido presente en la formación de la Tierra, solo quedan 4 átomos en la actualidad.
Los siete nucleidos primordiales de vida más corta (es decir, los nucleidos con semividas más cortas) que se han verificado experimentalmente son 87Rb (5,0×1010), 187Re (4,1×1010), 176Lu (3,8×1010), 232Th (1,4×1010), 238U (4,5×109), 40K (1,25×109) y 235U (7,0×108).
Estos siete nucleidos tienen semividas comparables o algo inferiores a la edad del universo estimada (87Rb, 187Re, 176Lu y 232Th tienen semividas algo más largas que la edad del universo). A continuación figura una lista completa de los 35 radionucleidos primordiales conocidos, incluidos los 28 con semividas mucho más largas que la edad del universo. A efectos prácticos, los nucleidos con semividas mucho más largas que la edad del universo pueden tratarse como si fueran estables. 87Rb, 187Re, 176Lu, 232Th y 238U tienen semividas lo suficientemente largas como para que su desintegración esté limitada en la escala de tiempo geológico. 40K y 235U tienen semividas más cortas y, por lo tanto, están muy agotados, pero aún tienen una vida lo suficientemente larga como para persistir significativamente en la naturaleza.
El isótopo de vida más larga que no se ha demostrado que sea primordial es el 146Sm, que tiene una semivida de 1,03×108, seguido del 244Pu (8,08×107) y del 92Nb (3,5×107 (079)). Se ha informado que el 244Pu existe en la naturaleza como un nucleido primordial, aunque un estudio posterior no lo detectó. Teniendo en cuenta que todos estos nucleidos deben existir durante al menos 4,6×109, 146Sm debe sobrevivir 45 semividas (y, por lo tanto, reducirse en 245  4×1013), el 244Pu debe sobrevivir a 57 (y reducirse en un factor de 257  1×1017), y el 92Nb debe sobrevivir a 130 (y reducirse en 2130)  1×1039). Matemáticamente, considerando las probables abundancias iniciales de estos nucleidos, los isótopos primordiales 146Sm y 244Pu deberían persistir hoy en algún lugar dentro de la Tierra, incluso si no son identificables en la porción relativamente menor de la corteza terrestre disponible para los ensayos humanos, mientras que 92Nb y todos los nucleidos de vida más corta no deberían hacerlo. Los nucleidos como 92Nb, que estaban presentes en la nebulosa solar primordial pero que hace tiempo que se desintegraron por completo, se denominan radionucleidos extintos si no tienen otros medios para regenerarse.
Debido a que los "elementos químicos primordiales" a menudo cuentan con más de un isótopo primordial, solo hay 83 elementos químicos primordiales distintos. De ellos, 80 tienen al menos un isótopo estable y tres elementos primordiales adicionales tienen solo isótopos radiactivos (bismuto, torio y uranio).

## Nucleidos naturales que no son primordiales
Algunos isótopos inestables que se producen de forma natural (como 14C, 3H y 239Pu) no son primordiales, ya que deben regenerarse constantemente. Esto ocurre por radiación cósmica (en el caso de los nucleidos cosmogénicos como 14C y 3H), o (rara vez) por procesos como la transmutación geonuclear (captura neutrónica del uranio en el caso del 237Np y del 239Pu). Otros ejemplos de nucleidos naturales comunes pero no primordiales son los isótopos de radón, polonio y radio, que son todos hijos de nucleidos radiogénicos de la desintegración del uranio y se encuentran en los minerales de uranio. El isótopo estable del argón 40Ar es en realidad más común como nucleido radiogénico que como nucleido primordial, formando casi el 1% de la atmósfera de la Tierra. Es regenerado por la desintegración beta del isótopo primordial radiactivo 40K de vida extremadamente larga, cuya semivida es del orden de mil millones de años y, por lo tanto, se ha estado generando argón desde los inicios de la existencia de la Tierra (el argón primordial estaba dominado por el nucleido originado por un proceso alfa 36Ar, que es significativamente más raro que el 40Ar en la Tierra).
Una serie radiogénica similar se deriva del nucleido primordial radiactivo de larga vida 232Th. Estos nucleidos se describen como geogénicos, lo que significa que son productos de desintegración o fisión del uranio o de otros actínidos contenidos en rocas del subsuelo. Todos estos nucleidos tienen semividas más cortas que sus nucleidos primordiales radiactivos originales. Algunos otros nucleidos geogénicos no se encuentran en las cadenas de desintegración del 232Th, 235U o 238U, pero aún pueden producirse fugazmente de manera natural como productos de la fisión espontánea de uno de estos tres nucleidos de larga vida, como el 126Sn, que constituye aproximadamente el 10−14 de todos los nucleidos naturales del estaño. También se ha detectado otro, el 99Tc. Hay otros cinco productos de fisión de larga duración conocidos.

## Elementos primordiales
Un elemento primordial es un elemento químico que cuenta con al menos un nucleido primordial. Hay 251 nucleidos primordiales estables y 35 nucleidos primordiales radiactivos, pero solo 80 elementos primordiales estables (desde el hidrógeno hasta el plomo, números atómicos del 1 al 82, con las excepciones del tecnecio (43) y del prometio (61)) y tres elementos radiactivos primordiales: bismuto (83), torio (90) y uranio (92). Si el plutonio (94) resulta ser primordial (en concreto, el isótopo de larga vida 244Pu), entonces sería un cuarto elemento primordial radiactivo, aunque en la práctica solo se ha podido obtener generándolo sintéticamente. La semivida del bismuto es tan larga que a menudo se le clasifica entre los 80 elementos estables primordiales, ya que su radiactividad no es motivo de gran preocupación. El número de elementos es menor que el número de nucleidos, porque muchos de los elementos primordiales están representados por múltiples isótopos. Consúltese el artículo dedicado a los elementos químicos para obtener más información.

## Nucleidos estables naturales
Tal como se ha señalado, por lo general se consideran 251 nucleidos estables. La lista completa figura en el artículo Anexo:Elementos por estabilidad de isótopos. Para obtener una lista completa que indique cuáles de los 251 nucleidos "estables" pueden ser inestables en algún aspecto, consúltese Anexo:Nucleidos e isótopos estables. Estas consideraciones no afectan a la cuestión de si un nucleido es primordial, ya que todos los nucleidos casi estables, con semividas más largas que la edad del universo, también son primordiales.

## Nucleidos primordiales radiactivos
Aunque se estima que alrededor de 35 nucleidos primordiales son radioactivos (enumerados a continuación), resulta muy difícil determinar el número total exacto de nucleidos primordiales radiactivos, porque el número total de nucleidos estables es incierto. Existen muchos nucleidos de vida extremadamente larga cuyas semividas aún se desconocen. De hecho, todos los nucleidos más pesados que el disprosio-164 son teóricamente radiactivos. Por ejemplo, se predice teóricamente que todos los isótopos del wolframio, incluidos aquellos indicados incluso por los métodos empíricos más modernos como estables, deben ser radiactivos y pueden descomponerse mediante desintegración alfa, pero en 2013 esto solo podía medirse experimentalmente todavía para el 180W. De manera similar, se espera que los cuatro isótopos del plomo primordiales se descompongan en mercurio, pero las semividas previstas son tan largas (algunas superan los 10100 años), que tales desintegraciones difícilmente podrán observarse en un futuro próximo. Sin embargo, el número de nucleidos con semividas tan largas que no pueden medirse con los instrumentos actuales (y desde este punto de vista se consideran isótopos estables) es limitado. Incluso cuando se descubre que un nucleido estable es radiactivo, simplemente pasa de la lista de nucleidos primordiales estables a la lista de los inestables, y el número total de nucleidos primordiales permanece sin cambios. A efectos prácticos, estos nucleidos pueden considerarse estables para todos los fines fuera de la investigación especializada.

### Lista de los 35 nucleidos primordiales radiactivos y sus semividas medidas
Estos 35 nucleidos primordiales representan radioisótopos de 28 elementos químicos distintos (cadmio, neodimio, osmio, samario, telurio, uranio y xenón tienen cada uno dos radioisótopos primordiales). Los radionucleidos se enumeran en orden de estabilidad, comenzando la lista con la semivida más larga. En muchos casos, estos radionucleidos son tan casi estables que compiten por la abundancia con isótopos estables de sus respectivos elementos.
Para tres elementos químicos, indio, telurio y renio, un nucleido primordial radiactivo de vida muy larga se encuentra en mayor abundancia que el nucleido estable.
El radionucleido de vida más larga conocido, 128Te, tiene una semivida de 2,2×1024, que es 160 billones de veces mayor que la edad del universo. Solo cuatro de estos 35 nucleidos tienen semividas más cortas o iguales que la edad del universo. La mayoría de los 30 restantes tienen semividas mucho más largas. El isótopo primordial de vida más corta, 235U, tiene una semivida de 703,8 millones de años, aproximadamente una sexta parte de la edad de la Tierra y del sistema solar. Muchos de estos nucleidos se desintegran mediante doble desintegración beta, aunque a algunos, como el 209Bi, se desintegran mediante otros procesos como la desintegración alfa.
Al final de la lista se han añadido dos nucleidos más: 146Sm y 244Pu. No se ha confirmado que sean primordiales, pero sus semividas son lo suficientemente largas como para que en la actualidad persistan cantidades diminutas.
| N.º | Nucleido | Energía  | Semivida (años) | Modo de emisión | Energía de desintegración (MeV) | Relación aprox. Semivida/ Edad del universo |
| --- | -------- | -------- | --------------- | --------------- | ------------------------------- | ------------------------------------------- |
| 252 | 128Te    | 8,743261 | 2,2×1024        | 2 β−            | 2,530                           | 1,6 billones                                |
| 253 | 124Xe    | 8,778264 | 1,8×1022        | KK              | 2,864                           | 1,3 billones                                |
| 254 | 78Kr     | 9,022349 | 9,2×1021        | KK              | 2,846                           | 670.000 millones                            |
| 255 | 136Xe    | 8,706805 | 2,165×1021      | 2 β−            | 2,462                           | 160.000 millones                            |
| 256 | 76Ge     | 9,034656 | 1,8×1021        | 2 β−            | 2,039                           | 130.000 millones                            |
| 257 | 130Ba    | 8.742574 | 1,2×1021        | KK              | 2,620                           | 87.000 millones                             |
| 258 | 82Se     | 9,017596 | 1,1×1020        | 2 β−            | 2,995                           | 8000 millones                               |
| 259 | 116Cd    | 8,836146 | 3,102×1019      | 2 β−            | 2,809                           | 2300 millones                               |
| 260 | 48Ca     | 8,992452 | 2,301×1019      | 2 β−            | 4,274, 0,0058                   | 1700 millones                               |
| 261 | 209Bi    | 8,158689 | 2,01×1019       | α               | 3,137                           | 1500 millones                               |
| 262 | 96Zr     | 8,961359 | 2,0×1019        | 2 β−            | 3,4                             | 1500 millones                               |
| 263 | 130Te    | 8,766578 | 8,806×1018      | 2 β−            | 0,868                           | 640 millones                                |
| 264 | 150Nd    | 8,562594 | 7,905×1018      | 2 β−            | 3,367                           | 570 millones                                |
| 265 | 100Mo    | 8,933167 | 7,804×1018      | 2 β−            | 3,035                           | 570 millones                                |
| 266 | 151Eu    | 8,565759 | 5,004×1018      | α               | 1,9644                          | 360 millones                                |
| 267 | 180W     | 8,347127 | 1,801×1018      | α               | 2,509                           | 130 millones                                |
| 268 | 50V      | 9,055759 | 1,4×1017        | β+ o β−         | 2,205, 1,038                    | 10 millones                                 |
| 269 | 174Hf    | 8,392287 | 7,0×1016        | α               | 2,497                           | 5 millones                                  |
| 270 | 113Cd    | 8,859372 | 7,7×1015        | β−              | 0,321                           | 560.000                                     |
| 271 | 148Sm    | 8,607423 | 7,005×1015      | α               | 1,986                           | 510.000                                     |
| 272 | 144Nd    | 8,652947 | 2,292×1015      | α               | 1,905                           | 170.000                                     |
| 273 | 186Os    | 8,302508 | 2,002×1015      | α               | 2,823                           | 150.000                                     |
| 274 | 115In    | 8,849910 | 4,4×1014        | β−              | 0,499                           | 32.000                                      |
| 275 | 152Gd    | 8,562868 | 1,1×1014        | α               | 2,203                           | 8000                                        |
| 276 | 184Os    | 8,311850 | 1,12×1013       | α               | 2,963                           | 810                                         |
| 277 | 190Pt    | 8,267764 | 4,83×1011       | α               | 3,252                           | 35                                          |
| 278 | 147Sm    | 8,610593 | 1,061×1011      | α               | 2,310                           | 7,7                                         |
| 279 | 138La    | 8,698320 | 1,021×1011      | β− o K o β+     | 1,044, 1,737, 1,737             | 7,4                                         |
| 280 | 87Rb     | 9,043718 | 4,972×1010      | β−              | 0,283                           | 3,6                                         |
| 281 | 187Re    | 8,291732 | 4,122×1010      | β−              | 0,0026                          | 3,0                                         |
| 282 | 176Lu    | 8,374665 | 3,764×1010      | β−              | 1,193                           | 2,7                                         |
| 283 | 232Th    | 7,918533 | 1,405×1010      | α o SF          | 4,083                           | 1,0                                         |
| 284 | 238U     | 7,872551 | 4,468×109       | α o SF o 2 β−   | 4,270                           | 0,3                                         |
| 285 | 40K      | 8,909707 | 1,251×109       | β− o K o β+     | 1,311, 1,505, 1,505             | 0,09                                        |
| 286 | 235U     | 7,897198 | 7,038×108       | α o SF          | 4,679                           | 0,05                                        |
| 287 | 146Sm    | 8,626136 | 1,03×108        | α               | 2,529                           | 0,008                                       |
| 288 | 244Pu    | 7,826221 | 8,0×107         | α o SF          | 4,666                           | 0,006                                       |

#### Leyenda
| α           | β−           | K                   | KK                        | β+           | SF                | 2 β−               | 2 β+               | I                    | p                   | n                    |
| Radiación α | Radiación β− | Captura electrónica | Captura de doble electrón | Radiación β+ | Fisión espontánea | Radiación β− doble | Radiación β+ doble | Transición isomérica | Emisión de protones | Emisión de neutrones |